# Miroslav Příložný
Miroslav Příložný (původně Prieložný) (* 27. listopadu 1955, Duchcov) je bývalý fotbalista, útočník.

## Fotbalová kariéra
S fotbalem začínal v Bílině, na vojně hrál za VTJ Žatec, dále působil v Mostě, Jablonci, pražské Slavii, Bohemians a Olomouci. Kariéru končil v zahraničí v rakouském SK Vorwärts Steyr a v kyperském Limassolu. V lize odehrál 170 utkání a dal 56 gólů. V sezóně 1982–1983 získal mistrovský titul s Bohemians. V evropských pohárech odehrál celkem 13 utkání – v sezóně 1982–83 v Poháru UEFA 9 utkání a 5 gólů, v sezóně 1983–84 v PMEZ 2 utkání (vše za Bohemians) a v sezóně 1986–87 za Olomouc v Poháru UEFA 2 utkání. V reprezentaci do 21 let odehrál 3 utkání a v olympijském výběru 2 utkání.

## Ligová bilance
| Ročník                                   | Zápasy | Góly | Klub              |
| ---------------------------------------- | ------ | ---- | ----------------- |
| Česká národní fotbalová liga 1978/79     | -      | -    | LIAZ Jablonec     |
| 1. československá fotbalová liga 1978/79 | 12     | 2    | Slavia Praha      |
| 1. československá fotbalová liga 1979/80 | -      | 2    | Slavia Praha      |
| 1. československá fotbalová liga 1980/81 | 18     | 2    | Slavia Praha      |
| Česká národní fotbalová liga 1981/82     | 30     | 12   | AŠ Mladá Boleslav |
| 1. československá fotbalová liga 1982/83 | 24     | 6    | Bohemians Praha   |
| 1. československá fotbalová liga 1983/84 | 10     | 1    | Bohemians Praha   |
| 1. československá fotbalová liga 1984/85 | 25     | 18   | Sigma Olomouc     |
| 1. československá fotbalová liga 1985/86 | 30     | 13   | Sigma Olomouc     |
| 1. československá fotbalová liga 1986/87 | 29     | 12   | Sigma Olomouc     |
| CELKEM 1. liga                           | 170    | 56   |                   |